# Peregriana peregra
Peregriana peregra is een slakkensoort uit de familie van de poelslakken (Lymnaeidae). De wetenschappelijke naam van de soort werd in 1774 voor het eerst geldig gepubliceerd door Otto Friedrich Müller.

## Kenmerken
Het slakkenhuisje is puntig kegelvormig met ongeveer 4,5 tot 5 windingen. Deze nemen relatief gelijkmatig toe in hoogte en breedte. De hardwandige schaal is bruinachtig of grijsbruin met een paarse tint. De omtrek is recht; de rand van het estuarium loopt vanaf de bovenloop even steil naar beneden. Het huisje is 12-20 mm hoog en 7-13 mm breed.

### Soortgelijke soorten
Deze soort kan sterk lijken op de ovale poelslak (Ampullaceana balthica). Deze is echter meestal breder en de mond is meer uitgesproken. In extreme vormen helpt echter alleen een onderzoek van de slijmbeurssteel in het vrouwelijke geslachtsorgaan.

## Verspreidingsgebied
Deze soort leeft in kleine, stilstaande of langzaam stromende watermassa's. Het komt ook voor in de bergen. Het komt geïsoleerd voor in Midden- en Zuid-Europa tot aan Turkije en is relatief zeldzaam.
Radix:
ampla · 
auricularia · 
lagotis · 
ovata · 
peregra

Stagnicola:
corvus · 
fuscus · 
occultus · 
palustris · 
turricula

Overig:
Galba truncatula · 
Lymnaea stagnalis · 
Myxas glutinosa · 
Omniscola glabra · 
Pseudosuccinea columella